# Восточный канюк
Восточный канюк (лат.  Buteo japonicus) — вид птиц из семейства ястребиных. Выделяют четыре подвида.

## Таксономия
Ранее данный таксон считали подвидом Buteo buteo.
Выделяют четыре подвида:
- Buteo japonicus burmanicus — гнездятся в Сибири, Монголии, севере Китая и Северной Корее; зимуют в Юго-Восточной Азии
- Buteo japonicus japonicus Temminck & Schlegel, 1845 — гнездятся только в Японии, зимуют от юга Японии до юго-востока Китая и Тайваня
- Buteo japonicus toyoshimai — острова Идзу и Бонин
- Buteo japonicus oshiroi — острова Бородино

Подвид Buteo japonicus burmanicus встречается, в том числе, на территории России: в окрестностях Байкала, Приамурье, на Сахалине и Южных Курилах.

## Описание
Длина тела 42-54 см. Размах крыльев 122—137 см. Вес самца 630—810 г, самки 515—970 г. Обликом представители вида подобны Buteo buteo, но у них меньше вариантов оперения. У всех подвидов радужная оболочка у взрослых особей тёмно-коричневая, а ноги жёлтые.

## Биология
Хищные птицы. Охотятся иногда на довольно крупных (размером с зайца) млекопитающих и птиц, змей, ящериц, лягушек, насекомых. На японском острове Хоккайдо чаще всего выбирают для строительства гнезда деревья вида Larix kaempferi.